# Cimetière de Boissy-Saint-Léger
Le cimetière de Boissy-Saint-Léger est le cimetière communal de Boissy-Saint-Léger dans le Val-de-Marne.

## Histoire et description
Ce cimetière a ouvert en 1825 à côté du domaine de Grosbois qui appartint à Barras, puis au maréchal Berthier et ensuite à sa descendance. Il possède plusieurs sépultures remarquables, comme les chapelles des familles Berthier (où reposent la veuve du maréchal Berthier et ses descendants) et Murat. Un grand enclos accueille le tombeau monumental de la famille d'origine suisse des barons Hottinguer, banquiers de la HSP en France depuis Napoléon III et propriétaires d'un château dans cette commune.

## Personnalités inhumées
- Henri Hottinguer (1868-1943), banquier et régent de la Banque de France
- Rodolphe Hottinguer (1835-1920), banquier et régent de la Banque de France
- Jean-Léon-Victor Revillon (1843-1929), de la famille des foureurs (chapelle)
- Michel Verstraete (1918-1968), compagnon de la Libération

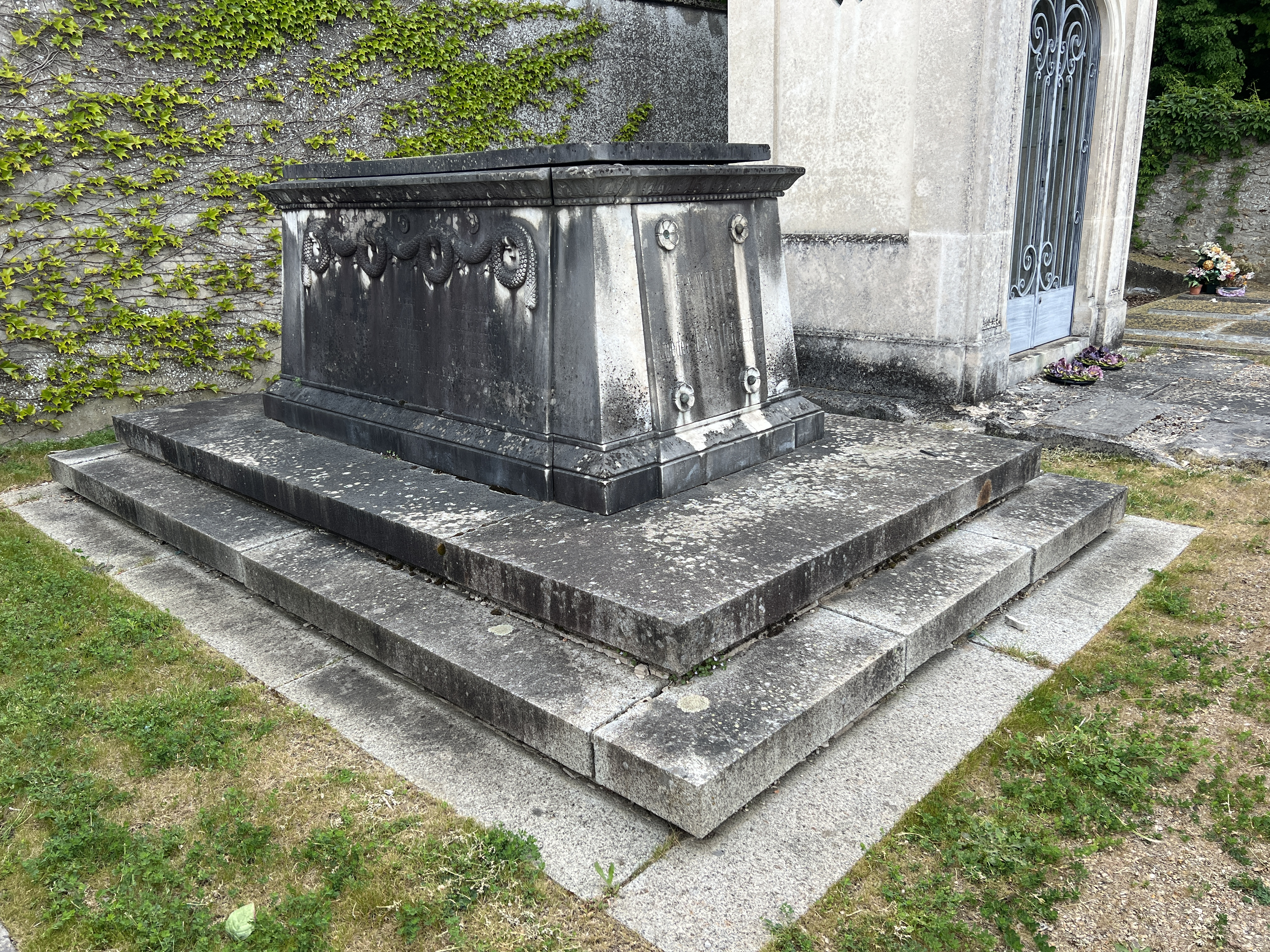
Tombe de la famille Amédée Lacarrière, inscrite à l'inventaire.
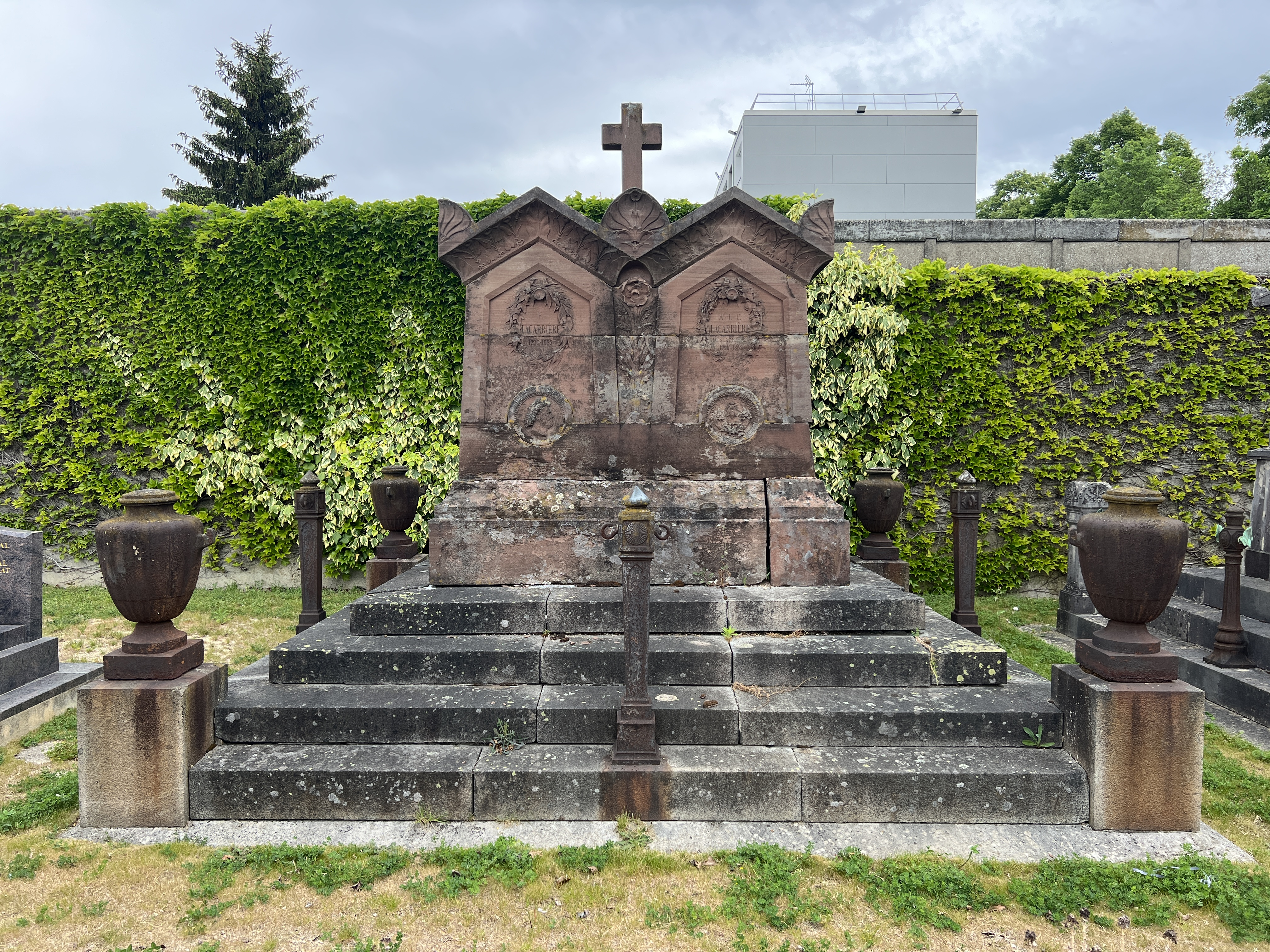
Sépulture Lacarrière, inscrite à l'inventaire.
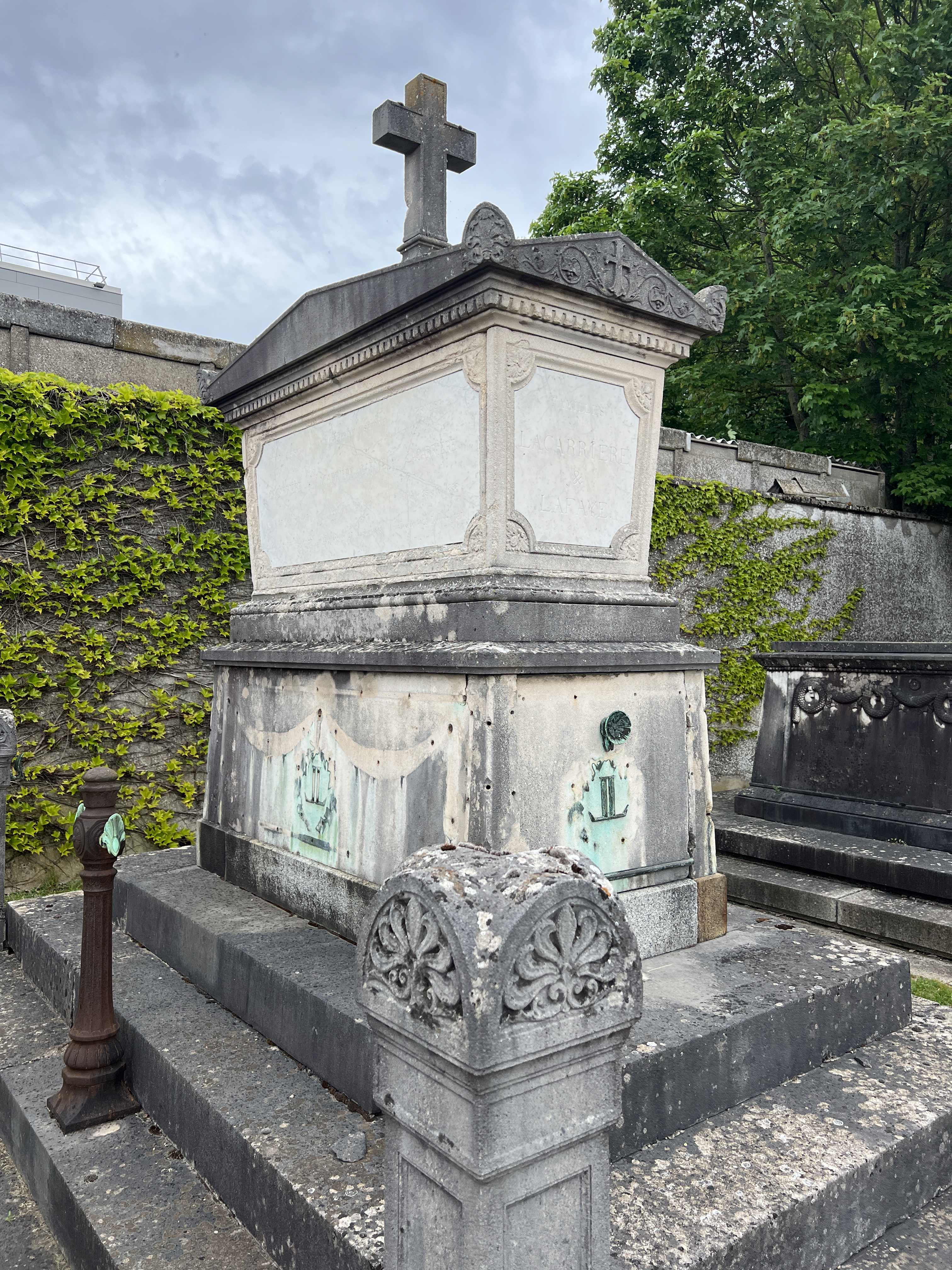
Tombe Lacarrière-Lafaye, inscrite à l'inventaire.
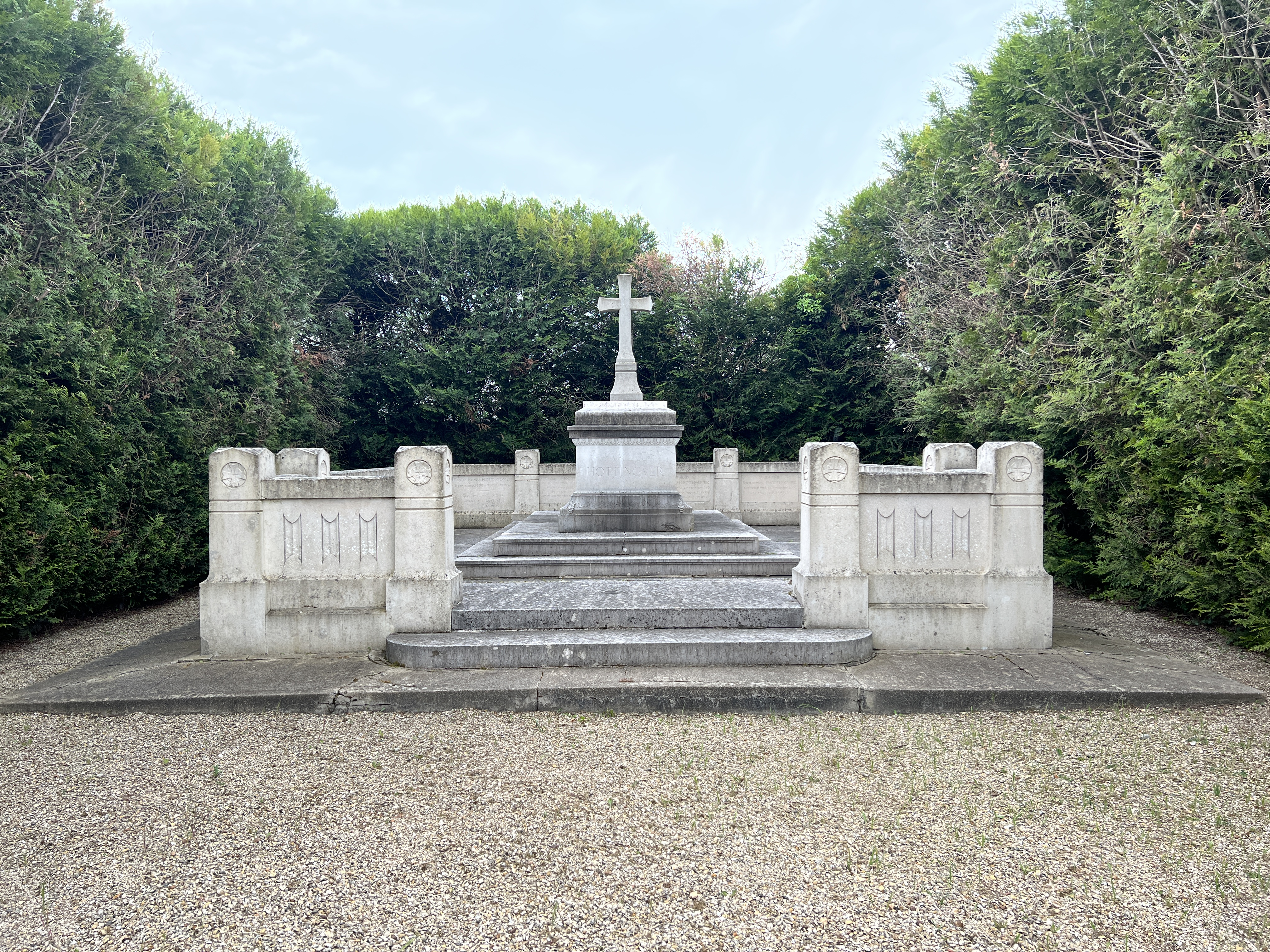
Sépulture de la famille Hottinguer.